# Underground Producciones
Underground Producciones és una productora de mitjans de l'Argentina que produeix en televisió i cinema. L'empresa va ser creada en 2006 per Sebastián Ortega-Pablo Culell i és propietat de NBCUniversal.

## Història
Sebastián Ortega i Pablo Culell van ser els responsables de la producció de les ficcions d'Ideas del Sur des de 2002 fins a 2005, creant-hi programes com Tumberos, Costumbres Argentinas, Los Roldán, Criminal, entre d'altres.
En 2006, Ortega va decidir fundar la seva pròpia productora, Underground Producciones.
Gladiadores de Pompeya, emès per Canal 9, va intentar sortir-se del costumisme, revisar la moda de les ficcions sobre clubs barriales amb una història paròdica de lluitadors de catch a la recerca de revenja en clau decadentista. Aquesta sèrie va ser un fracàs, a causa de l'escàs ràting que presentava.
En 2007, en associació amb Dori Media, Sebastián Ortega idea Lalola per América TV. Aquesta telecomedia també va aconseguir guanyar importants premis (incloent el Martín Fierro d'Or) i va ser venuda a més de 70 països.
En 2008, en associació amb Telefe Contenidos i Endemol, crea i produeix Los exitosos Pells, venuda a més de 40 països, incloses adaptacions. Gonzalo Echagüe (Mike Amigorena) ha de reemplaçar a un conegut conductor de notícies després de la seva mort accidental, aprovechandose de la seva semblança física. Aquesta telecomedia va aconseguir guanyar un premi Martín Fierro i un Premi Clarín.
En 2012 va produir per Telefe, la multipremiada telecomèdia Graduados, un projecte pensat en 2004 i reprès aquest any. Loli (Nancy Dupláa) i Andy (Daniel Hendler) que van ser companys del secundari en els 80' i no van tornar a veure's en 19 anys. L'encreuament d'ells dos els revelarà un secret inesperat que canviarà les seves vides per sempre, i els obligarà a ells i a la resta dels graduats, a replantejar-se que han fet amb els seus desitjos de l'adolescència. Es va conformar com la ficció més vista de la productora, aconseguint en el seu últim episodi pics de fins a 37 punts de ràting. Aquesta ficció li va valer el segon Martín Fierro d'Or a la productora.